# Льюис, Дженнифер
Дженнифер Льюис (Jennifer A. Lewis; род. 1964) — американский материаловед и специалист по биоинженерии, робототехнике и 3D-печати.
Член Национальных Академии наук (2018) и Инженерной академии (2017) США, доктор наук (Sc.D.; 1991), профессор Гарвардского университета (с 2013), перед чем с 1990 года преподавала в Иллинойсском университете в Урбане-Шампейне.

## Биография
Окончила с отличием Иллинойсский университет в Урбане-Шампейне (бакалавр керамической инженерии, 1986).
Затем в 1991 году получила степень доктора наук (Sc.D.) по керамике в Массачусетском технологическом институте (научный руководитель Michael Cima). C 1990 по 1997 год ассистент-профессор Иллинойсского университета в Урбане-Шампейне и исследовательский профессор его Beckman Institute for Advanced Science and Technology. В 1996 году приглашённый учёный в Кембридже (Англия), в 1997 году приглашённый профессор в Калифорнийском университете в Санта-Барбаре. С 1997 по 2002 год ассоциированный профессор, с 2003 по 2012 год полный профессор Иллинойсского университета в Урбане-Шампейне и с 2007 по 2012 год директор его лаборатории материаловедения имени Фредерика Зейтца. С 2013 года именной профессор Гарвардского университета (с 2018 года именной профессор Jianming Yu Professor of Arts and Sciences, в числе первых таковых). Учредительница двух компаний, Electroninks Incorporated (в 2013) и Voxel8 (в 2014).
Член Национальной академии изобретателей США (2017) и Американской академии искусств и наук (2012), член Американского керамического общества (2005), Американского физического общества (2007), World Academy of Ceramics (2014), Materials Research Society (2011), American Institute for Medical and Biological Engineering (2018).
Автор более 150 работ и 30 патентов.

## Награды и отличия
- Brunauer Award, Американское керамическое общество (2003)[29]
- Langmuir Lecture Award, Американское химическое общество (2009)[30]
- Materials Research Society[англ.] Medal (2012)[31]
- FP Top 100 Global Thinkers (2014)[32]
- Fast Company[англ.]’s 100 Most Creative People (2015)[26]
- Sosman Award, Американское керамическое общество (2016)
- Лектор имени Читема (Cheetham Lecturer) Калифорнийского университета в Санта-Барбаре (2017)[33]
- Lush Science Prize (2017)[34]